# Hungaroton
Hungaroton — венгерский лейбл звукозаписи, основанный в 1951 году.
Первоначально записи выпускались под маркой Qualiton до середины шестидесятых годов, когда был создан новый бренд Hungaroton. После этого Qualiton стал существовать только как сублейбл для народной музыки, а Hungaroton стал лейблом для популярной и классической музыки.
Сублейблы: Bravo, Favorit, Gong, Hungaroton Classic, Krém, Mega (Hungary), Pepita, Profil, Qualiton, Start, Vivát.

## История
Венгерская Звукозаписывающая Компания (венг. Magyar Hanglemezgyártó Vállalatot (MHV)) была создана по Указу Государственного Совета Венгерской Народной Республики от 1 июня 1951 года. Все частные звукозаписывающие студии, принадлежавшие венграм, а также международным фирмам, были заменены на монополию государственной компании, получившей название Qualiton. Первые 20 лет MHV располагалась на территории Кабельного Завода, находившегося в доме № 47 по улице Роттенбиллер, и считалась их дополнительным производством. Сначала в компании работало всего 10 человек, а производство пластинок до 1955 года не превышало 2000 экземпляров в год, в основном это были классические произведения и венгерские оперы.
В 1965 году главой Qualiton стал Bors Jenő (1931 г.рожд.), который провёл реформы: новым названием фирмы стало Hungaroton, а Qualiton остался в качестве сублейбла для народной музыки и оперетты. Под маркой Hungaroton стали выпускаться записи популярной музыки — эстрадные песни и шлягеры кабаре. Фирма увеличила количество пластинок, производившихся на экспорт в Западную Европу, США и Японию, и начала активно сотрудничать с западными лейблами (CBS, Masterworks, Philips). Это позволило получить необходимые валютные поступления для закупки сырья и дальнейшего технического развития. К 1976 году компания построила собственный завод по производству пластинок в городе Дороге, а объём производства составлял уже около 10 миллионов экземпляров в год.
Однако эта отрасль продолжала оставаться убыточной, поэтому в начале 70-х годов, для развития маркетинговой политики, внутри Hungaroton возникли отдельные сублейблы для лёгкой музыки — Pepita, Bravó, Krém. Благодаря таким менеджерам как Erdős Péter и Wilpert Imre, которые в 70-х годах контролировали развитие и распространение венгерской поп- и рок-музыки, компании MHV впервые удалось продвинуться на международные рынки. Позднее, в 1985—1990 годах руководителем поп-отдела Hungaroton был Boros Lajos (1947 г.рожд.), бывший художественный руководитель венгерского комсомола.
В Восточной Европе в течение почти всех 40 лет существования MHV единственными её конкурентами были звукозаписывающие лейблы социалистических стран, прежде всего, Мелодия, Supraphon и Eterna. Благодаря этой монополии выдающиеся артисты венгерской классической и лёгкой музыки записывались в Hungaroton, в архивах которого хранится более десяти тысяч записей.